# رابین‌هود فضایی
رابین‌هود فضایی (انگلیسی: Rocket Robin Hood) نام یک مجموعهٔ کارتونی کانادایی است که در سال ۱۹۶۶ منتشر شد و پخشِ آن تا سال ۱۹۶۹ میلادی ادامه داشت.
این مجموعه تلویزیونی، در سال ۱۳۵۶ خورشیدی، با همین نام و با دوبلهٔ فارسی، از تلویزیون ملی ایران پخش شد.